# DieCAD
A DieCAD egy CAD szoftver a stancszerszámgyártó ipar számára. Fejlesztése az 1980-as évek elején kezdődött Németországban. 2001-től Magyarországon folyik a szoftver fejlesztése.
Más hasonló szoftverek:
- EngView
- ArtiosCAD

## Funkciók
Más CAD szoftver fájlainak beolvasása.  Csomagolástervezés a FEFCO illetve az ECMA standardok segítségével.
Szabad pontos szerkesztés.